# Oribatula tritici
Oribatula tritici är en kvalsterart som först beskrevs av Elbadry och Abdul Halim Nasr 1974.  Oribatula tritici ingår i släktet Oribatula och familjen Oribatulidae. Inga underarter finns listade i Catalogue of Life.